# Come Together (álbum)
Come Together es el quinto álbum de la banda de rock cristiano, Third Day. Fue lanzado al mercado el 6 de noviembre de 2001 bajo el sello discográfico Essential Records. 
El álbum alcanzó el puesto 31 del Billboard 200, en el puesto 3 del listado de música cristiana contemporánea, el puesto 15 en el Top Internet Albums 15 y el puesto 3 del Top Christian Albums.
En 2003, el álbum ganó el Grammy en la categoría de mejor álbum gospel rock.

## Lista de canciones
| N.º   | Título                | Letras                       | Música    | Duración |  |
| 1.    | «Come Together»       | Mac Powell                   | Third Day | 4:31     |  |
| 2.    | «40 Days»             | Powell                       | Third Day | 3:10     |  |
| 3.    | «Show Me Your Glory»  | Mark Lee/Marc Byrd/Third Day | Third Day | 3:19     |  |
| 4.    | «Get On»              | Powell                       | Third Day | 2:57     |  |
| 5.    | «My Heart»            | Brad Avery                   | Third Day | 3:40     |  |
| 6.    | «It's Alright»        | Powell                       | Third Day | 5:08     |  |
| 7.    | «Still Listening»     | Powell                       | Third Day | 4:08     |  |
| 8.    | «I Got You»           | Powell                       | Third Day | 4:19     |  |
| 9.    | «I Don't Know»        | Powell                       | Third Day | 4:53     |  |
| 10.   | «When The Rain Comes» | Lee                          | Third Day | 2:55     |  |
| 11.   | «Sing Praises»        | Powell                       | Third Day | 3:19     |  |
| 12.   | «Nothing Compares»    | Powell                       | Third Day | 3:49     |  |
| 44:08 |                       |                              |           |          |  |